# مانوراما (ممثلة)
مانوراما (بالهندية: मनोरमा)‏ هي ممثلة هندية (وحملت سابقاً جنسية الراج البريطاني)، ولدت في 16 أغسطس 1926 بلاهور في باكستان، وتوفيت في 15 فبراير 2008 بمومباي في الهند بسبب الأمراض الدماغية الوعائية.

## وصلات خارجية
- مانوراما على موقع IMDb (الإنجليزية)
- مانوراما على موقع ألو سيني (الفرنسية)
- مانوراما على موقع أول موفي (الإنجليزية)
- مانوراما على موقع قاعدة بيانات الفيلم (الإنجليزية)
- مانوراما على موقع كينوبويسك (الروسية)